# Handelskammer Afghanistan
Die Handelskammer Afghanistan, englisch Afghanistan Chamber of Commerce & Industries, kurz ACCI, hat ihren Sitz in Kabul, Afghanistan.

## Aufgaben
Die im Jahre 1931 gegründete Afghanistan Chamber of Commerce & Industries  (ACCI) ist eine gemeinnützige, nicht-staatliche und unabhängige Organisation, die sich für die Bedürfnisse einer aufkeimenden afghanischen Wirtschaft einsetzt.
Strategisch an der Schnittstelle von Öffentlichkeit, Investoren, Spendern, Wissenschaft, Medien und ausländischen Organisationen gelegen, bündelt die Handelskammer die Interessen der afghanischen Wirtschaft.
Durch den Zugang zu Netzwerken von globalen Partnern erschließt sie neue Märkte für afghanische Produkte.
Im Jahre 2007 schlossen sich die AICC und die ACCI zu einer Handelskammer zusammen. Im Jahre 2009 wurde der Rahmen für eine einheitliche Struktur der Handelskammer mit Sitz in Kabul geschaffen.
Die ACCI ist die führende Stimme einer dynamischen, wettbewerbsfähigen und schnell wachsenden afghanischen Wirtschaft. Um dieser Aufgabe gerecht zu werden, werden Leistungen bereitgestellt und Arbeitsplätze geschaffen. 
Um den Wohlstand in Afghanistan zu fördern, schafft die ACCI in Zusammenarbeit mit lokalen und internationalen Unternehmen ein förderliches Umfeld des privaten Sektors.

## Organisationsprofil
Die ACCI ist in Kabul ansässig und unterhält 27 Niederlassungen in 25 Provinzen Afghanistans. In 2009 war die Zahl der Mitglieder bei etwa 37.000 Organisationen des privaten Sektors.
An der Spitze der ACCI steht ein gewählter Vorstand, der die strategische Ausrichtung der Organisation überwacht. Die Kammern in den Provinzen werden durch ihre jeweiligen Vorstände geleitet.
In Deutschland, den Vereinigten Staaten (USA), den Niederlanden, den Vereinigten Arabischen Emiraten, Kanada, Großbritannien, Russland, der Türkei und Kasachstan hat die ACCI Repräsentanzen. Um den Europäern Afghanistan näherzubringen und den Handel mit afghanischen Produkten zu forcieren, repräsentiert Cornelia H. Lehmann bereits seit 2007 die afghanische Handelskammer in Deutschland.

## Die Rolle der ACCI in der afghanischen Wirtschaft
Ein wichtiger Teil für den Übergang zur wirtschaftlichen Selbständigkeit Afghanistans soll über öffentlich-private Initiativen geschaffen werden.
Um die inländische Wirtschaftspolitik zu Stärken, werden bei regelmäßigen Treffen der ACCI mit dem Präsidenten, dem Afghanischen Kabinett und einflussreichen Mitgliedern der Wirtschaft relevante Themen besprochen und Lösungen ausgearbeitet. Direkte und regelmäßige Interaktion mit Investoren bleibt eine der wichtigsten Aufgaben der ACCI.
Im Bereich des grenzüberschreitenden Handels sieht die ACCI ihre Aufgaben in der Bereitstellung von Handelsunterlagen und der Entwicklung von Markterschließungsstrategien.
Die schrittweise Umstellung auf eine weniger subventionierte Marktwirtschaft in Afghanistan erfordert das Engagement privater Unternehmer. Dies betrifft vor allem die Bereiche: Produktionswachstum, Produktivität, Bildung und Beschäftigung. 
Zusammen mit der afghanischen Regierung, der Privatwirtschaft und den internationalen Partnern, erarbeitet die ACCI wirksame Strategien, um diese Herausforderungen zu verwirklichen und Afghanistan wirtschaftlich Selbständiger zu machen.